# Louis Abel Beffroy de Reigny
Louis Abel Beffroy de Reigny (pronunciado /lwi abɛl bɛfʁwa də ʁɛɲi/) (6 de noviembre de 1757-17 de diciembre de 1811), fue un dramaturgo y literato francés.

## Vida
Nace en Laon, Aisne.
Bajo el nombre de "Cousin Jacques" ( en español: Primo Jacques) fundó un periódico llamado Les Lunes (1785–1787). Seguido de Courrier des planetes ou Correspondance du Cousin Jacques avec le firmament (1788–1792). Nicodeme clans la Lune, ou la révolution pacifique (1790), una Farsa de tres actos, la cual se dice que ha tenido más de cuatrocientas representaciones.
Pese a sus protestas contra los males de la Revolución francesa escapó gracias a la influencia de su hermano, Louis Etienne Beffroy, quien fue miembro del Convención Nacional.
En La Petite Nanette (1795) y varias otras óperas escribió tanto la letra como la música. Su Dictionnaire neologique (3 volúmenes, 1795–1800) de los principales actores y acontecimientos de la Revolución fue interceptado por la policía y quedó incompleto. Beffroy pasó sus últimos años como jubilado, muriendo en París el 17 de diciembre de 1811.